# Dietrich von der Schulenburg (Propst)
Dietrich (VII.) von der Schulenburg († nach 1525) war Propst von Cölln und Berlin von 1512 bis 1525 und kurfürstlicher Rat in Brandenburg.

## Leben
Dietrich war Sohn von Bernhard (VII.) aus der Familie von der Schulenburg. 1488 wurde er als Inhaber der Vikarie St. Erasmi in Berlin genannt. Danach war er Domherr in Magdeburg. 1507 wurde er als Doktor des Rechts bezeichnet.
1512 wurde er erstmals als Propst des Kollegiatstifts Cölln und von Berlin auf einer Synode in Ziesar erwähnt. Als solcher erschien er danach in mehreren Urkunden. 1523 übernahm Dietrich als Vormund seiner Neffen einen Teil des Familienstammsitzes Beetzendorf. 1525 wurde er letztmals genannt.